# Elie Saab
Elie Saab (en árabe: إيلي صعب), nacido el 4 de julio de 1964 y llamado a veces simplemente «ES», es un diseñador de modas libanés.
En 1982, A sus 18 años, en pleno apogeo de la guerra civil de Beirut, Saab lanzó su propia marca de modas con sede en Beirut, presentó su primera colección de ropa, abrió su primera tienda e inauguró un pequeño taller donde confeccionaba vestidos de novia. Su taller principal está en Líbano, un país al que permanece profundamente unido. También cuenta con talleres en Milán y París.
Para Saab el diseño y la moda son su gran pasión, desde niño soñaba con fabricar bonitos vestidos; Saab es autodidacta, empezó a coser desde niño y sabía que algún día viviría de ello. En 1981 se mudó a París a estudiar diseño de modas, pero decidió regresar a su país a abrir su taller en 1982. En 1997, Saab fue el primer diseñador no italiano en convertirse en miembro de la Cámara Nacional de la Moda Italiana y, en ese mismo año, presentó su primera colección fuera de Líbano en Roma. En 1998 presentó una línea prêt-à-porter en Milán y un desfile de modas en Mónaco, al cual asistió la princesa Estefanía de Mónaco. Obtuvo notoriedad a sus 40 años, después de convertirse en el primer diseñador libanés en vestir a una ganadora del Oscar, Halle Berry, en la entrega de premios de 2002.
En mayo de 2003, la Cámara Sindical de la Alta Costura lo invitó a convertirse en uno de sus miembros y presentó su primera colección de alta costura en París en julio de 2003. Su primera colección prêt-à-porter en París fue la colección Primavera-Verano 2006. La capital francesa es ahora su plataforma permanente para sus diseños listos para usarse.
Sus creaciones pueden encontrarse en todo el mundo y en sus boutiques de Beirut y París. 
Es conocida la predilección de sus diseños por mujeres de poder adquisitivo en América del Sur.
Estas son algunas personalidades que han sido vestidas por él: 
- Milla Jovovich
- Eva Green
- Emma Watson
- Christina Aguilera
- Tonka Tomicic
- Nawal Al-Zoghby
- Beyoncé Knowles
- Catherine Zeta-Jones
- Bérénice Bejo
- Charlize Theron
- Diane Kruger
- Debra Messing
- Eva Longoria
- Fairuz
- Halle Berry
- Jessica Simpson
- Kelly Rowland
- Kelly Preston
- Marcia Cross
- Michelle Williams
- Nicolette Sheridan
- Patricia Heaton
- Reina Rania de Jordania
- Salma Hayek
- Sarah Brightman (Harem World Tour)
- Teri Hatcher
- Jennifer Morrison
- Gran Duquesa María Teresa de Luxemburgo
- Reina Ana María de Dinamarca
- Lily Collins
- Giuliana Gorga